# EA 고텐버그
EA 고텐버그(EA Gothenburg, 이전 명칭: 고스트 게임스, Ghost Games)는 스웨덴 예테보리에 위치한 비디오 게임 개발 업체이다. Ghost Games의 직원들은 전직 EA블랙 박스, Criterion Games 및 Playground Games 직원들을 포함하고 있다.
이 회사는 니드 포 스피드:페이백을 개발한 회사이며, 일렉트로닉 아츠의 게임 스튜디오 중 하나이다.
니드 포 스피드 : 라이벌스는 이 회사에서 개발한 첫 번째 타이틀로 크라이테리온 게임즈의 도움을 받아 개발했다. 이 회사에서 개발한 모든 게임은 EA DICE에서 개발한 프로스트바이트 (게임 엔진)을 사용한다.

## 개발한 게임
- 니드 포 스피드 라이벌
- 니드 포 스피드 (2015년 비디오 게임)
- 니드 포 스피드: 페이백
- 니드 포 스피드: 히트
- 배틀필드 2042